# Kościół św. Teresy w Łodzi (drewniany)
Kościół św. Teresy w Łodzi – drewniany kościół we wsi Chojny (późniejsza dzielnica Łodzi), pierwotnie pod wezwaniem św. Wojciecha, w 1927 przeniesiony na ul. Pomorską w Łodzi, później do wsi Łękawa. Ostatecznie rozebrany w latach 90. XX wieku.

## Historia
W 1493 roku we wsi Chojny został wybudowany drewniany kościół pw. św. Wojciecha. Przebudowany został w XVI wieku. Na początku XX wieku w Chojnach powstał nowy, murowany kościół św. Wojciecha, do którego przeniesiono parafię. Stary kościół został rozebrany i przekazany w 1927 roku salezjanom sprowadzonym przez 1. ordynariusza łódzkiej diecezji – bp. Wincentego Tymienieckiego, którzy przy ul. Pomorskiej zaczęli tworzyć swoją parafię św. Teresy. W nowym miejscu kościół został zmontowany, ale w nieco innej formie. Przede wszystkim nie miał już wieży. W czasie II wojny światowej nie został zniszczony, ale okupant niemiecki zamknął go, przeznaczając na magazyn.
W latach 1950–1963 powstał obok niego nowy, murowany kościół św. Teresy. W 1961 roku drewniany kościół został ponownie zdemontowany i przeniesiony do wsi Łękawa koło Bełchatowa, gdzie funkcjonował do II połowy lat 90. XX w., kiedy to został rozebrany w związku z budową w tym miejscu nowej, murowanej świątyni.
Do czasu wywiezienia z Łodzi był to najstarszy łódzki kościół.